# Grant-Leon Ranos
Grant-Leon Ranos (Gehrden, 20 juli 2003) is een Armeens-Duits voetballer die sinds 2023 uitkomt voor Borussia Mönchengladbach.

## Clubcarrière
Ranos genoot zijn jeugdopleiding bij FC Beningsen, Hannover 96, Borussia Dortmund en Bayern München. In het seizoen 2021/22 maakte hij zijn opwachting in het tweede elftal van Bayern München in de Regionalliga Bayern. In zijn eerste seizoen stond hij er driemaal aan het kanon in negen competitiewedstrijden. In het seizoen 2022/23 scoorde hij twintig competitiegoals. Ranos scoorde dat seizoen ook eenmaal voor Bayern München in de UEFA Youth League.
In mei 2023 ondertekende Ranos, die een aflopend contract had bij Bayern Münchne, een vierjarig contract bij Borussia Mönchengladbach. Ranos legde in deze wedstrijd de 0-7-eindscore vast. Op 19 augustus 2023 maakte hij zijn debuut in de Bundesliga: op de openingsspeeldag liet trainer Gerardo Seoane hem in het 4-4-gelijkspel tegen FC Augsburg in de 86e minuut invallen.

## Interlandcarrière
De in Duitsland geboren Ranos maakte op 28 maart 2023 zijn interlanddebuut voor Armenië, het land van zijn vader. In de vriendschappelijke interland tegen Cyprus liet bondscoach Oleksandr Petrakov hem starten, waarna Ranos twee goals maakte. Ook in zijn tweede interland, een EK-kwalificatiewedstrijd tegen Wales, stond hij tweemaal aan het kanon. 
| Interlands van Grant-Leon Ranos         | Interlands van Grant-Leon Ranos  | Interlands van Grant-Leon Ranos  | Interlands van Grant-Leon Ranos  | Interlands van Grant-Leon Ranos  | Interlands van Grant-Leon Ranos  | Interlands van Grant-Leon Ranos  |
| No.                                     | Datum                            | Wedstrijd                        | Uitslag                          | Soort Wedstrijd                  | Doelpunten                       |                                  |
| Als speler bij Bayern München II        | Als speler bij Bayern München II | Als speler bij Bayern München II | Als speler bij Bayern München II | Als speler bij Bayern München II | Als speler bij Bayern München II | Als speler bij Bayern München II |
| --------------------------------------- | -------------------------------- | -------------------------------- | -------------------------------- | -------------------------------- | -------------------------------- | -------------------------------- |
| 1.                                      | 28 maart 2023                    | Armenië – Cyprus                 | 2 – 2                            | Vriendschappelijk                | 51' 59'                          |                                  |
| 2.                                      | 16 juni 2023                     | Wales – Armenië                  | 2 – 4                            | Kwalificatie EK 2024             | 30' 66'                          |                                  |
| 3.                                      | 19 juni 2023                     | Armenië – Letland                | 2 – 1                            | Kwalificatie EK 2024             | -                                |                                  |
| Als speler bij Borussia Mönchengladbach |                                  |                                  |                                  |                                  |                                  |                                  |
| 4.                                      | 8 september 2023                 | Turkije – Armenië                | 1 – 1                            | Kwalificatie EK 2024             | -                                |                                  |
| 5.                                      | 11 september 2023                | Armenië – Kroatië                | 0 – 1                            | Kwalificatie EK 2024             | -                                |                                  |
| 6.                                      | 12 oktober 2023                  | Letland – Armenië                | 2 – 0                            | Kwalificatie EK 2024             | -                                |                                  |
| Totaal                                  | Totaal                           | Totaal                           | Totaal                           | Totaal                           | 4                                |                                  |

Bijgewerkt tot 17 oktober 2023
1 Omlin  ·
2 Chiarodia ·
3 Itakura ·
5 Friedrich ·
7 Stöger ·
8 Weigl ·
9 Honorat ·
10 Neuhaus ·
11 Kleindienst ·
13 Fukuda ·
14 Pléa ·
16 Sander ·
19 Ngoumou ·
20 Netz ·
21 Sippel ·
22 Lainer ·
25 Hack ·
26 Ullrich ·
27 Reitz ·
28 Ranos ·
29 Scally ·
30 Elvedi ·
31 Čvančara ·
33 Nicolas ·
38 Borges Sanches ·
41 Olschowsky ·
Coach: Seoane
· Assistent-coach: Neuville